# Kapacitáskereskedelem
A kapacitáskereskedelem olyan energiakereskedelemhez kapcsolódó tevékenység, melynek során adott rendszer (termelő, szállító/átviteli, elosztó, tároló) adott elemén értelmezett kapacitáslekötések adásvételére kerül sor. Két válfaja az elsődleges, és másodlagos kapacitáskereskedelem.
- Elsődleges kapacitáskereskedelem: Adott rendszerüzemeltető az általa üzemeltetett rendszeren értelmezett kapacitást értékesíti energiakereskedők részére. Lényegében ez jelenti a kapacitáslekötés folyamatát, melyet általában az energiakereskedő – akár kapacitásaukció keretében benyújtott – kapacitásigénylése előz meg. Ez történhet papíralapon, vagy informatikai platformon keresztül egyaránt.
- Másodlagos kapacitáskereskedelem: Energiakereskedők kapacitáslekötéseinek egymás közötti adásvétele.
  - A másodlagos kapacitáskereskedelem történhet nevesítetten, mikor az ügyletkötést megelőzően az eladó, és a vevő ismert egymás számára, és a két fél explicite jelöli ki egymást az adásvételre. Ezt az ügylekötési módot bilaterális kapacitáskereskedelemnek is nevezik.
  - A másodlagos kapacitáskereskedelmi ügylet létrejöhet nevesítetlenül, energiatőzsde keretében is, az elszámolóház, mint központi szerződő fél közreműködésével. Ekkor az energiatőzsdén az energiakereskedők eladási v. vételi ajánlatokat tesznek, melyekből ha párosíthatók egymással, az energiatőzsde informatikai platformja ügyletet létesít. (De facto ilyenkor egy eladási ügylet keletkezik az eladótól az elszámolóház részére, és egy vételi az elszámolóháztól a vevő részére.)